# Inferens
 Ikke at forveksle med Interferens.
Inferens er betegnelsen for tankegange eller slutninger, hvor man med et spring overfører erfaring og viden fra én kendt situation til en ukendt. Det har altså noget at gøre med måden, vi tænker på, måden vi når til nye erkendelser på eller erkendelsesspring. 